# Autographa vaureum
Autographa vaureum là một loài bướm đêm trong họ Noctuidae.